# Tachikawa R-38
Le Tachikawa R-38 était un avion d’entraînement japonais de la fin des années 1930. C'était un monoplan parasol monomoteur destiné aux écoles de formation civile. Deux exemplaires ont été construits, le rationnement imposé par l'armée japonaise empêchant toute production complémentaire.

## Design et développement
En 1938, la Compagnie aéronautique Tachikawa, qui construisait déjà en grand nombre ses avions de formation initiale Ki-9 et Ki-17, commence à travailler sur un nouvel appareil destiné à l'entrainement des pilotes civils. Cet avion, le R-38, était un monomoteur monoplan à aile parasol. Sa structure en tube d'acier était recouverte de toile et ses ailes de bois+acier étaient entoilées. L'élève et son instructeur prenaient place dans des cockpits séparés ouverts, en tandem.
Le premier prototype était propulsé par un moteur de 150 chevaux Gasuden Jimpu de sept cylindres en étoile entraînant une hélice bipale. Il a fait son premier vol le 22 février 1939. L’appareil a été testé par l’armée japonaise et a permis de conclure que le R-38, plus léger, était supérieur à l'avion d'entrainement Ki-17 déjà en service dans l’armée, alors qu'il utilisait le même moteur. Mais comme le Ki-17 était déjà en production, l'armée n'avait pas besoin d'un nouvel appareil. Un second prototype, le R-38-Kai a été construit propulsé par un moteur expérimental en ligne de 120 chevaux Kosoku KO-4 à quatre cylindres, refroidi par air, fabriqué par une filiale de Tachikawa. Le R-38-Kai a volé en juillet 1941.
Aucune commande du R-38 ou du R-38-Kai n'a suivi. En effet, à partir de 1938, toutes les grandes entreprises aéronautiques japonaises devaient être agréées par le gouvernement, les forces armées contrôlant la gestion de ces dernières. Comme il n'y avait aucune exigence militaire pour le R-38, l'armée japonaise a bloqué la production.